# Hans Fäh
Hans Fäh (* 1916 in Ebingen, Württemberg; † 1984) war ein deutscher Aquarellmaler.
Er studierte an der Kunstgewerbeschule in Nürnberg bei Hermann Wilhelm und war später in Erlangen ansässig.